# 유요 (촉한)
유요(劉瑤, ? ~ 311년)는 촉한 효회황제(蜀漢 孝懷皇帝) 유선(劉禪)의 차남이다.

## 행적
238년, 안정왕(安定王)으로 봉해졌으며 263년, 촉한이 멸망하자 조위로 투항해 후(侯)의 지위를 받았다.
311년, 영가의 난을 일으킨 유요와 왕미에 의해 다른 형제들과 함께 피살당했다.